# Черноморченко Ростислав Олександрович
Ростисла́в Олекс́андрович Черномо́рченко (23 березня 1992, Кіровоград — 31 липня 2014, село Василівка, Донецька область) — молодший сержант Державної прикордонної служби України. Кавалер ордена «За мужність».

## Життєпис
Ростислав Черноморченко народився 23 березня 1992 в місті Кіровограді (нині Кропивницький).
Молодший інспектор прикордонної служби 1-ї категорії, інструктор кінологічного відділення відділу «Амвросіївка». Був призваний на військову службу під час мобілізації.
31 липня 2014 року близько 4-ї ночі терористи вчинили обстріл прикордонників біля Василівки — з мінометів та гранатометів. П'ять прикордонників загинули та 11 поранені. Серед полеглих — Олександр Басак, Сергій Гулюк, Олег Паршутін, Юрій Філіповський.
3 серпня 2014, у Кропивницькому провели в останню путь молодшого сержанта Ростислава Черноморченка. На панихиду, що відбувалась на Театральній площі, прийшли рідні, друзі, однополчани, представники обласної та міської влади та небайдужі кропивничани.

Бойовий побратим Ростислава сержант Віталій Прокутко згадуючи про загиблого зі сльозами каже: 
|  | Ростик для нас був справжнім товаришем, з одного котелка їли, кусок хліба ділили. Ростислв, від усієї застави, Успєнка, Василівка, Олексіївка, ти для нас будеш живим завжди! Царство небесне! Герої не вмирають! |

Похований Ростислав Черноморченко у своєму рідному місті Кропивницький на Алеї слави Рівнянського цвинтаря.

## Нагороди та вшанування
- 8 серпня 2014 року — за особисту мужність і героїзм, виявлені у захисті державного суверенітету та територіальної цілісності України, вірність військовій присязі під час російсько-української війни, відзначений — нагороджений орденом «За мужність» III ступеня (посмертно)
- Рішенням виконкому Кіровоградської ради від 26 серпня 2014 року нагороджений відзнакою «За заслуги 2 ступеня» (посмертно)
- Ім'ям Ростислава Черноморченка назвали вулицю в Кропивницькому.